# Bharti Enterprises
Bharti Enterprises, est une entreprise Indienne multinationale basée à New Delhi. Fondée en 1976 par Sunil Mittal, elle est active dans plus de 18 pays au travers de l'Asie, l'Amérique du Nord, l'Afrique et l'Europe.

## Historique
En août 2024, l'entreprise annonce son intention d'acquérir une participation de 24,5 % dans l'opérateur télécom britannique BT pour environ 3,2 milliards de livres sterling.